# Ruanda nos Jogos Paralímpicos de Verão de 2016
A Ruanda participou dos Jogos Paralímpicos de Verão de 2016, que foram realizados na cidade do Rio de Janeiro, no Brasil, entre os dias 7 e 18 de setembro de 2016.

## Modalidades

### Voleibol sentado
A seleção feminina foi classificada para os Jogos Paralímpicos de Verão de 2016; por sorteio, ficou no grupo B, ao lado da China, Estados Unidos e Irã. Com três derrotas, não conseguiu avançar para a fase final.
|     |                    |     | Jogos | Jogos | Jogos | Resultados | Resultados | Resultados | Resultados | Resultados | Resultados | Sets | Sets | Sets  | Pontos | Pontos | Pontos |
| Pos | Equipe             | Pts | T     | V     | D     | 3–0        | 3–1        | 3–2        | 2–3        | 1–3        | 0–3        | V    | P    | R     | V      | P      | R      |
| --- | ------------------ | --- | ----- | ----- | ----- | ---------- | ---------- | ---------- | ---------- | ---------- | ---------- | ---- | ---- | ----- | ------ | ------ | ------ |
| 1   | CHN China          | 8   | 3     | 3     | 0     | 2          | 0          | 1          | 0          | 0          | 0          | 9    | 2    | 4.500 | 246    | 169    | 1.456  |
| 2   | USA Estados Unidos | 7   | 3     | 2     | 1     | 2          | 0          | 0          | 1          | 0          | 0          | 8    | 3    | 2.667 | 256    | 156    | 1.641  |
| 3   | IRI Irã            | 3   | 3     | 1     | 2     | 1          | 0          | 0          | 0          | 0          | 2          | 3    | 6    | 0.500 | 160    | 197    | 0.812  |
| 4   | RWA Ruanda         | 0   | 3     | 0     | 3     | 0          | 0          | 0          | 0          | 0          | 3          | 0    | 9    | 0,000 | 85     | 225    | 0.378  |

| 10 de setembro | China CHN | 3-0   | RWA Ruanda | Riocentro, Rio de Janeiro |
| 10 de setembro | 25        | Set 1 | 3          | Riocentro, Rio de Janeiro |
| 10 de setembro | 25        | Set 2 | 8          | Riocentro, Rio de Janeiro |
| 10 de setembro | 25        | Set 3 | 6          | Riocentro, Rio de Janeiro |
| 10 de setembro | Set 4     |       |            | Riocentro, Rio de Janeiro |
| 10 de setembro | Set 5     |       |            | Riocentro, Rio de Janeiro |

| 12 de setembro | Ruanda RWA | 0-3   | IRI Irã | Riocentro, Rio de Janeiro |
| 12 de setembro | 10         | Set 1 | 25      | Riocentro, Rio de Janeiro |
| 12 de setembro | 19         | Set 2 | 25      | Riocentro, Rio de Janeiro |
| 12 de setembro | 18         | Set 3 | 25      | Riocentro, Rio de Janeiro |
| 12 de setembro | Set 4      |       |         | Riocentro, Rio de Janeiro |
| 12 de setembro | Set 5      |       |         | Riocentro, Rio de Janeiro |

| 10 de setembro | Estados Unidos USA | 3-0   | RWA Ruanda | Riocentro, Rio de Janeiro |
| 10 de setembro | 25                 | Set 1 | 10         | Riocentro, Rio de Janeiro |
| 10 de setembro | 25                 | Set 2 | 8          | Riocentro, Rio de Janeiro |
| 10 de setembro | 25                 | Set 3 | 3          | Riocentro, Rio de Janeiro |
| 10 de setembro | Set 4              |       |            | Riocentro, Rio de Janeiro |
| 10 de setembro | Set 5              |       |            | Riocentro, Rio de Janeiro |